# Juan Arraya
Juan José Arraya (San Salvador de Jujuy, Provincia de Jujuy, Argentina; 20 de abril de 1986) es un futbolista argentino. Juega como delantero y su primer equipo fue Gimnasia y Esgrima de Jujuy. Actualmente milita en San Martín de Formosa del Torneo Federal A.

## Trayectoria
El delantero debutó en Gimnasia y Esgrima en el 2005  de la Primera B Nacional. 
Paso por Universidad de Concepción y deslumbró a los chilenos con su juego marcando un total de 12 goles. En junio de 2010 se transformó en el nuevo refuerzo de el Club Deportivo GEBA de cara al reinicio del campeonato nacional. El trasandino, que venía del club jujeño, firmó por un año.
En el comienzo del año 2013 fichó por el club brasileño Portuguesa de la ciudad de San Pablo. Pero mismo con sus buenas actuaciones y querido por la "gente lusitana", en el medio del año salió del equipo paulista. 
En julio de 2013 se incorporó a préstamo a Huracán para disputar la temporada 2013/14 de la Primera B Nacional. En el 2018 desciende de categoría con Portuguesa FC.
En 2019 será nuevo refuerzo del bandeño.

## Clubes
| Club                        | País      | Año       |
| --------------------------- | --------- | --------- |
| Gimnasia y Esgrima de Jujuy | Argentina | 2005-2006 |
| Juventud Antoniana de Salta | Argentina | 2006-2007 |
| Gimnasia y Esgrima de Jujuy | Argentina | 2007-2010 |
| Universidad de Concepción   | Chile     | 2010-2011 |
| Gimnasia y Esgrima de Jujuy | Argentina | 2011-2012 |
| Técnico Universitario       | Ecuador   | 2012      |
| Portuguesa                  | Brasil    | 2013      |
| Huracán                     | Argentina | 2013-2014 |
| Patronato de Paraná         | Argentina | 2014      |
| Santamarina de Tandil       | Argentina | 2015      |
| Delfín                      | Ecuador   | 2016      |
| Gimnasia y Esgrima de Jujuy | Argentina | 2016-2017 |
| Gimnasia y Tiro de Salta    | Argentina | 2018      |
| Portuguesa FC               | Venezuela | 2018      |
| Atlético Cuyaya             | Argentina | 2019      |
| San Martín de Formosa       | Argentina | 2019-Act. |